# Litteraturåret 1958

## Händelser
- 28 oktober – Den sovjetiske författaren Boris Pasternak avböjer att ta emot Nobelpriset i litteratur på grund av hårda angrepp från det sovjetiska författarförbundet[1].

### Okänt datum
- Gunnar Ekelöf blir invald i Svenska Akademien.
- H. C. Artmann debuterar med diktsamlingen med ana schwoazzn dintn. gedichta r aus bradnsee (med svart bläck. dikter från breitensee), skriven på bayerska.
- Miroslav Holub debuterar med diktsamlingen Denní služba.
- Selma Lagerlöf-sällskapet bildas, till 100-årsminnet av Selma Lagerlöfs födelse.
- Elsa Beskow-plaketten instiftas av Elsa Beskow, och priset skall gå till den som illustrerat föregående års "bäst illustrerade svenska barnbok".[2]

## Priser och utmärkelser
- Nobelpriset – Boris Pasternak, Sovjet (tvingad av regimen att avböja priset)[3]
- ABF:s litteratur- & konststipendium – Ragnar Thoursie och Sandro Key-Åberg
- Aftonbladets litteraturpris – Tomas Tranströmer
- Bellmanpriset – Erik Lindegren
- BMF-plaketten – Eyvind Johnson för Molnen över Metapontion
- De Nios Stora Pris – Emil Zilliacus
- Doblougska priset – Artur Lundkvist, Sverige och Johan Falkberget, Norge
- Eckersteinska litteraturpriset – Evert Lundström
- Landsbygdens författarstipendium – Albert Viksten, Astrid Pettersson, Aksel Lindström och Ivar Thor-Thunberg
- Litteraturfrämjandets stora pris – Per-Erik Rundquist
- Stig Carlson-priset – Majken Johansson
- Svenska Akademiens översättarpris – Mårten Edlund
- Svenska Dagbladets litteraturpris – Lars Gyllensten och Åke Wassing
- Sveriges Radios Lyrikpris – Nelly Sachs
- Tidningen Vi:s litteraturpris – Majken Johansson, Lambert Sunesson och Per Olof Sundman
- Östersunds-Postens litteraturpris – Lars Ahlin
- Övralidspriset – Werner Aspenström

## Nya böcker

### 0 – 9
- 13 historier av Birger Vikström

### A – G
- Allt går sönder av Chinua Achebe
- Angående disciplinen ombord av Carl Fredrik Reuterswärd
- Befrielse av Gustav Hedenvind-Eriksson
- Bäcken av Werner Aspenström
- De djupa floderna av José María Arguedas
- Den sköna flodens land av Helmer Linderholm
- Det stora testamentet och andra ballader av François Villon
- Det är Lotta förstås! av Ester Ringnér-Lundgren (den första Lotta-boken)
- Där luften är klarast av Carlos Fuentes
- Döden på Jamaica av Ian Fleming
- Dödgrävarens pojke av Åke Wassing
- En bland eder av Jan Fridegård
- Expedition Dolly av Per Anders Fogelström
- Från taggarnas värld av Elsa Grave
- Gilla gång av Lars Ahlin
- Gräsen i Thule av Harry Martinson

### H – N
- Hemligheter på vägen (diktsamling) av Tomas Tranströmer[4]
- Inringning av Göran Tunström
- Kajsa Kavat hjälper mormor av Astrid Lindgren[5]
- Leoparden av Giuseppe Tomasi di Lampedusa
- Lolita av Vladimir Nabokov
- Mord, major! av Arne Malmberg
- Nattens ögonsten av Lars Ahlin

### O – U
- Pellas bok av Claque[4]
- På stranden av Nevil Shute
- Varulven av Aksel Sandemose
- Regnspiran av Sara Lidman
- Senatorn av Lars Gyllensten
- Sia bor på Kilimandjaro av Astrid Lindgren[5]
- Socialisten av Ivar Lo-Johansson
- Terziner i okonstens tid av Hjalmar Gullberg
- Ur en befolkad ensamhet av Artur Lundkvist

### V – Ö
- verschimmelungs-manifest gegen den rationalismus in der architektur av hundertwasser
- Vår man i Havanna av Graham Greene

## Födda
- 24 januari – Vibeke Olsson, svensk författare.
- 25 januari – Alessandro Baricco, italiensk författare.
- 8 februari – Ulf Eriksson, svensk författare, kritiker och översättare.
- 16 februari – Ice-T, eg. Tracy Marrow, amerikansk skådespelare, författare och Rap-artist.
- 26 februari – Michel Houellebecq, fransk författare.
- 28 april – Gunnar Lundkvist, svensk författare och serieskapare.
- 14 maj – Anna Höglund, svensk författare och illustratör.
- 23 juni – Jonas Ellerström, svensk författare, översättare och bokförläggare.
- 30 juni – Anna-Lena Lodenius, svensk författare och journalist.
- 1 augusti – Solveig Olsson-Hultgren, svensk författare.
- 16 augusti – Steve Sem-Sandberg, svensk författare, kritiker och översättare.
- 31 augusti – Fredrik Sjöberg, svensk författare, översättare och biolog.
- 12 september – Kim Fupz Aakeson, dansk författare och illustratör.
- 16 november – Anne Holt, norsk jurist, journalist, författare och politiker, justitieminister 1996–97.
- 29 november – Ulf Gyllenhak, svensk litteraturkritiker, författare och översättare.
- 2 december – George Saunders, amerikansk författare och journalist.
- 21 december – Brutus Östling, svensk författare, fotograf och bokförläggare.
- okänt datum – Åsa Lind, svensk barn- och ungdomsboksförfattare.

## Avlidna
- 11 februari – Bertil Malmberg, 68, svensk författare, översättare och ledamot av Svenska Akademien.
- 20 februari – Owe Husáhr, 36, svensk författare.
- 5 maj – James Branch Cabell, 79, amerikansk författare.
- 26 maj – Francis Carco, 71, fransk författare.
- 29 maj – Juan Ramón Jiménez, 76, spansk författare, nobelpristagare 1956.
- 22 augusti – Roger Martin du Gard, 77, fransk författare, nobelpristagare 1937.
- 22 december – Birger Vikström, 37, svensk författare.

### Fotnoter
1. ↑  20:e århundrades När Var Hur - 1958, Bernt Himmelstedt, Forum, 1999
2. ↑  ”Kort om Elsa Beskow”. Arkiverad från originalet den 7 augusti 2011. https://web.archive.org/web/20110807063021/http://kampanj.bonniercarlsen.se/beskow/elsa_ar_for_ar.htm. Läst 12 april 2011.
3. ↑  ”Nobelpriset i litteratur”. https://www.nobelprize.org/prizes/lists/all-nobel-prizes-in-literature/. Läst 20 mars 2011.
4. 1 2  Gradvall, Nordström, Nordström, Rabe, Jan, Björn, Ulf, Anina. Tusen svenska klassiker. Norstedts Förlagsgrup. Läst 12
5. 1 2  ”Astrid Lindgren”. http://www.astridlindgren.se/verken/bocker/bilderbocker. Läst 21 mars 2011.